# آیرونکلاد رن بلانش
آیرونکلاد رن بلانچ (به انگلیسی: French ironclad Reine Blanche) یک کشتی بود که طول آن ۶۹٫۰۲ متر (۲۲۶ فوت ۵ اینچ) بود. این کشتی  در سال ۱۸۶۸ ساخته شد.